# تپه شمالی دولت‌آباد
تپه شمالی دولت‌آباد مربوط به سده‌های اولیه و میانه دوران‌های تاریخی پس از اسلام است و در شهرستان همدان، بخش شراء، دهستان شوردشت، روستای دولت‌آباد واقع شده و این اثر در تاریخ ۱۸ اسفند ۱۳۸۷ با شمارهٔ ثبت ۲۵۱۴۱ به‌عنوان یکی از آثار ملی ایران به ثبت رسیده است.